# Град (РСЗО)

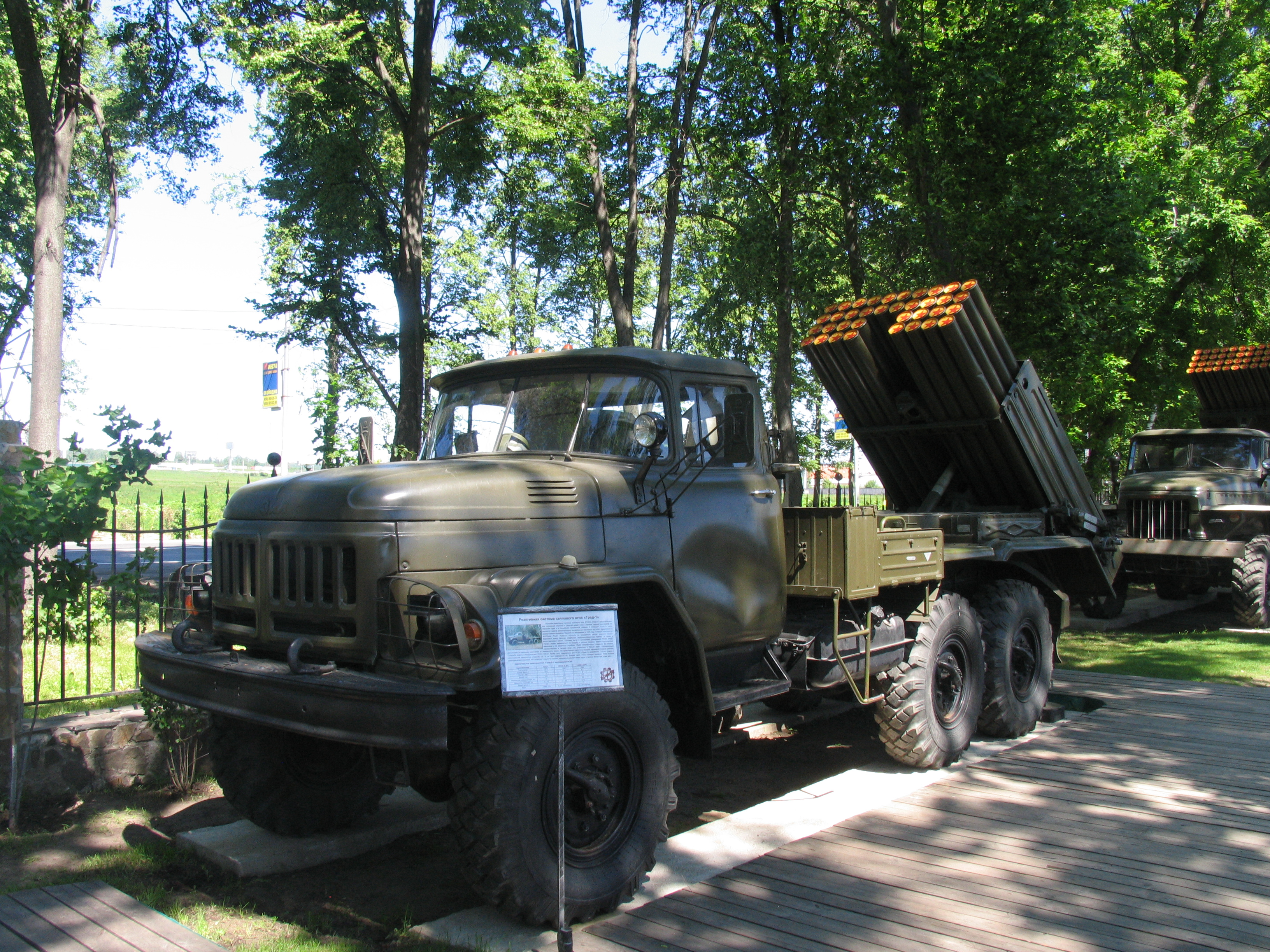
Боевая машина 9П138 РСЗО «Град-1» на шасси ЗиЛ-131

РСЗО «Град» (Индекс ГРАУ — 9К51) — советская реактивная система залпового огня (РСЗО) калибра 122 мм.
Предназначена для поражения открытой и укрытой живой силы, небронированной техники и бронетранспортёров в районе сосредоточения, артиллерийских и миномётных батарей, командных пунктов и других целей, решения других задач в различных условиях боевой обстановки.

## Разработка
Задействованные структуры
Разработка систем залпового огня была начата в НИИ-147 (ныне АО «НПО „Сплав“ имени А. Н. Ганичева», г. Тула) по приказу ГКОТ от 24 февраля 1959 г. В соответствии с Постановлением Совета Министров № 578—236 от 30 мая 1960 г. создание боевой и транспортной машин для РСЗО «Град» было поручено СКБ-203 (ныне АО «НПП „Старт“ имени А. И. Яскина»). Тем же документом разработка новых сортов пороха марки «РСИ» для твердотопливного заряда возлагалась на НИИ-6. Механические взрыватели для реактивных снарядов были разработаны Научно-исследовательским технологическим институтом в Балашихе. Боевые заряды были разработаны Научно-исследовательским химико-технологическим институтом. Испытания системы проходили на Софринском артиллерийском полигоне. Систему наведения для корабельного варианта РСЗО (С-39) разработали специалисты ЦНИИ-173.
Постановлением СМ СССР № 372—130 от 28 марта 1963 года полевая реактивная система «Град» была принята на вооружение Советской Армии.

## Серийное производство
Серийное производство боевых машин БМ-21 было развёрнуто на Пермском заводе им. Ленина (ныне — ЗАО «Специальное конструкторское бюро», г. Пермь) и велось до 1988 года. Дальнейшая разработка модификаций боевых машин (изделия 2Б17, 2Б17-1, 2Б26), комплектов стеллажей (9Ф37М) проводилась силами ЗАО «СКБ».
За время серийного выпуска только в Советскую армию было поставлено 6536 боевых машин. На экспорт было изготовлено ещё не менее 646 машин. К 1995 году уже после завершения серийного производства, более 2000 боевых машин БМ-21 находились на вооружении 50 стран мира. Выпуском реактивных снарядов занималось АО «НПО „Сплав“ имени А. Н. Ганичева», всего было выпущено более 3 миллионов различных реактивных снарядов для РСЗО «Град».

## Состав комплекса

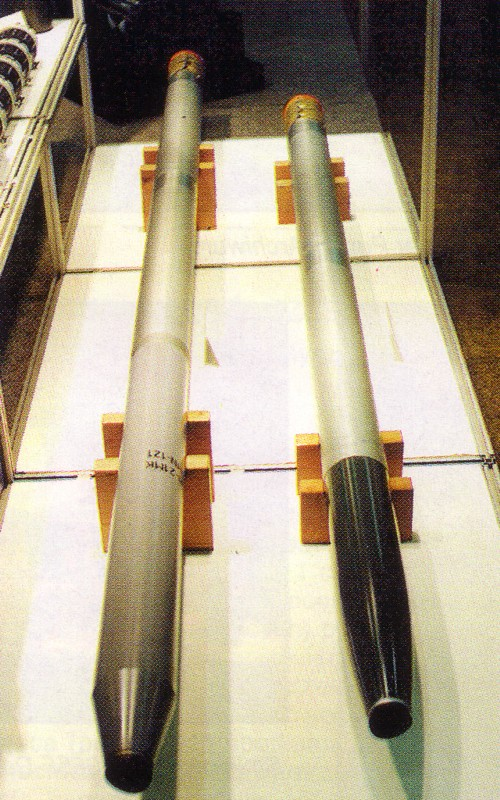
Макеты 122-мм реактивных снарядов

В состав полевой реактивной системы М-21, более известной как РСЗО «Град» (Индекс ГРАУ — 9К51) входит боевая машина БМ-21 (Индекс ГРАУ — 2Б5, шасси «Урал-375Д», в дальнейшем была создана боевая машина БМ-21-1 на доработанном шасси грузового автомобиля повышенной проходимости «Урал-4320», Индекс ГРАУ — 2Б17), неуправляемый реактивный снаряд М-21ОФ калибра 122 мм (штатный, позже было разработано целое семейство снарядов данного калибра).
Для транспортировки снарядов в ящиках могут использоваться грузовые автомобили народнохозяйственного назначения, а для транспортировки без ящиков — унифицированный комплект стеллажей 9Ф37, монтируемый на грузовые автомобили народнохозяйственного назначения ЗИЛ-131, «Урал-375Д». В дальнейшем унифицированный комплект стеллажей был модернизирован (Индекс ГРАУ — 9Ф37М), а номенклатура применяемых грузовых автомобилей расширена.
Система М-21 была создана для вооружения дивизионной артиллерии в НИИ-147 (ныне — АО «НПО „Сплав“ имени А. Н. Ганичева», г. Тула) под руководством главного конструктора А. Н. Ганичева, а также смежных предприятий, среди которых НИИ-6 (г. Москва) и СКБ-203 (г. Свердловск, ныне Екатеринбург).
По данным Центрального архива Министерства обороны Российской Федерации (г. Подольск), в ходе работ прорабатывались несколько типов реактивных снарядов:
- с комбинированным пороховым стартовым двигателем и маршевым ПВРД на твёрдом топливе в виде четырёх гондол с воздухозаборниками, которые крепились автономно в хвостовой части;
- снаряд такой же конструктивной схемы с тем отличием, что твёрдое топливо маршевого двигателя было сконцентрировано в одном центральном отсеке в виде двух цилиндров, а при неполном сгорании продукты его вытекали через четыре отверстия в гондолы, где происходило их догорание в воздушном потоке;
- снаряд с жёсткими стабилизаторами;
- снаряд со складывающимися лопастями блока стабилизатора.

В результате проведённых работ был создан неуправляемый реактивный снаряд М-21ОФ (с осколочно-фугасной головной частью, включающей две сварные рифлёные втулки для обеспечения повышения осколочного воздействия) и двухкамерным ракетным двигателем с одним зарядом, но разных размеров, из баллиститного твёрдого топлива в каждой камере и блоком стабилизатора со складывающимися лопастями.

## Варианты
Полевая реактивная система М-21 стала прототипом ряда других отечественных систем для стрельбы неуправляемыми реактивными снарядами калибра 122 мм.
- 9К51 «Град» — базовый вариант.
  - 9К51М «Торнадо-Г» — дальнейшее развитие системы: модернизированная боевая машина 2Б17М с более совершенной системой управления огнём со спутниковой навигацией и компьютером расчёта баллистических поправок, новыми НУРС с увеличенной до 40 км максимальной дальностью стрельбы, унифицированный комплект стеллажей 9Ф37М-1 для транспортировки как новых, так и применяемых в РСЗО «Град» реактивных снарядов.
- 9К54 «Град-В» представляет собой десантируемую (облегчённую) модификацию с боевой машиной 9П125 с 12 направляющими и транспортной машиной с комплектом унифицированных стеллажей 9Ф37В на базе грузового автомобиля ГАЗ-66Б для ВДВ[16].
  - «Град-ВД» — представляет собой гусеничный вариант системы «Град-В» с боевой машиной БМ-21ВД с 12 направляющими и транспортно-заряжающей машиной на базе бронетранспортёра БТР-Д.
- 9К55 «Град-1» представляет собой модификацию системы «Град» с боевой машиной 9П138 с 36 направляющими и транспортно-заряжающей машиной 9Т450 на базе грузового автомобиля ЗИЛ-131[17] для полковой артиллерии (а не для дивизионной), например, для морской пехоты.
  - 9К55-1 «Град-1» представляет собой гусеничный вариант системы «Град-1» с боевой машиной 9П139 на базе шасси самоходной гаубицы 2С1 «Гвоздика» с 36 направляющими и транспортно-заряжающей машиной 9Т451 на базе многоцелевого тягача МТ-ЛБу.
- 9К59 «Прима» — представляет собой модификацию системы «Град» повышенной огневой мощи. В состав системы входят боевая машина 9А51 с 50 направляющими и транспортно-заряжающая машина 9Т232М на базе грузового автомобиля Урал 4320[18].
- А-215 «Град-М» — корабельная реактивная система залпового огня с 22-ствольной пусковой установкой.
- ДП-62 «Дамба» — береговая реактивная система залпового огня.
- «Град-П» — лёгкая переносная реактивная система залпового огня.

### Модификации боевых машин
- 2Б5 — боевая машина БМ-21 РСЗО 9К51 на шасси Урал-375Д.
- 2Б17 — боевая машина БМ-21-1 РСЗО 9К51 на шасси Урал-4320.
  - 2Б17-1 — экспортный вариант боевой машины БМ-21-1 на шасси Урал-4320, оснащённый автоматизированной системой управления наведением и огнём.
  - 2Б17М — модернизированная боевая машина БМ-21-1 РСЗО 9К51М «Торнадо-Г» на шасси Урал-4320.
- 2Б26 — боевая машина БМ-21 РСЗО 9К51 на шасси КамАЗ-5350. Модернизация боевой машины 2Б5 с переносом её огневой части с шасси Урал-375Д на шасси КамАЗ-5350. Модернизацию осуществляет ОАО «Мотовилихинские заводы». Впервые образец боевой машины 2Б26 был публично показан в Перми 23 сентября 2011 года.

### Автомобили, на которых базируется система
Основной машиной базирования «градов» является УралАЗ и КАМАЗ. Также подобные системы в разных странах могут базироваться на разных машинах как, например, Татра.
Также различные вооружённые группы в различных «горячих точках», используя разобранные установки, собирают свои системы на различных грузовиках, к примеру, приваривая направляющие в кузова самосвалов.

### Зарубежные модификации БМ-21

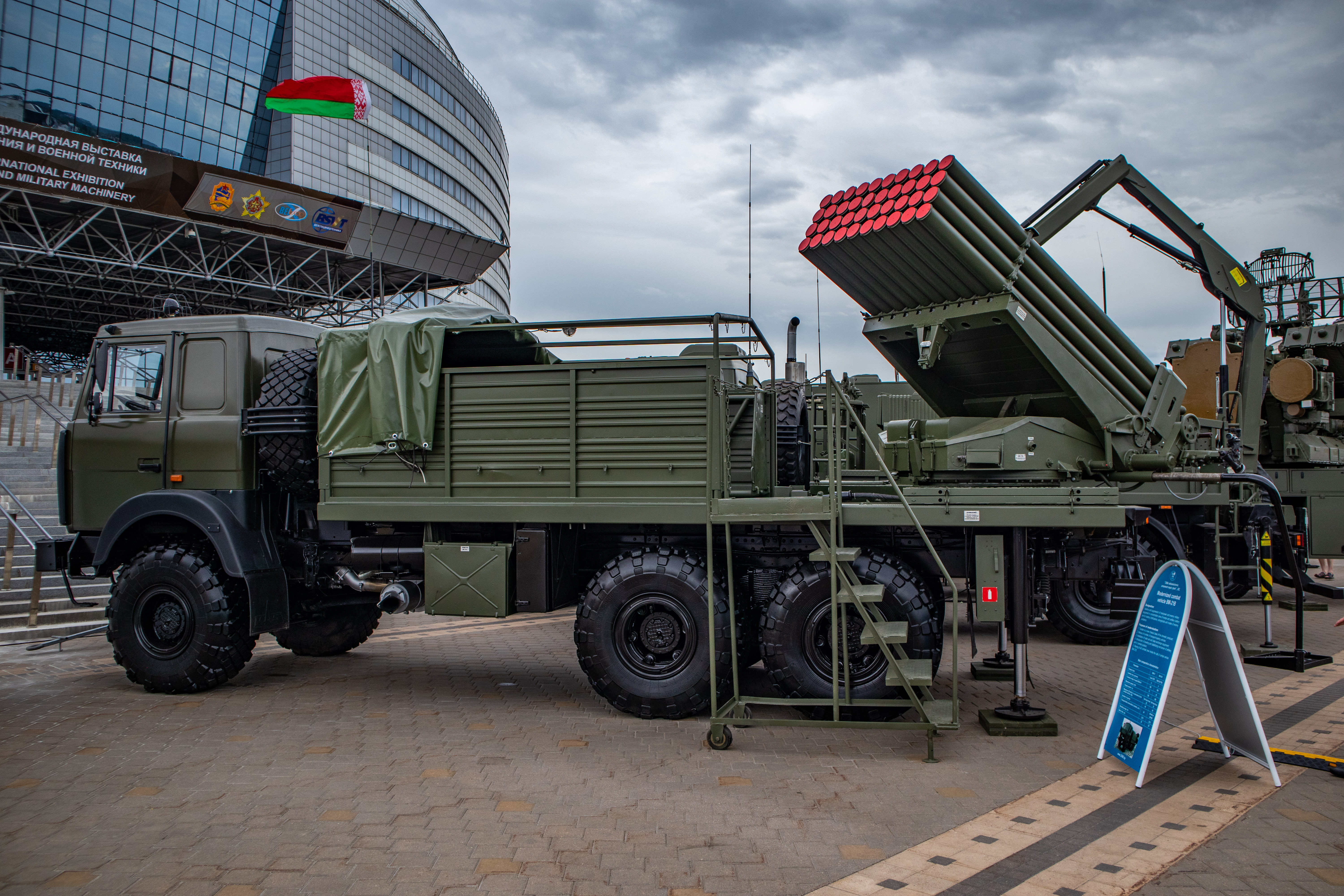
Белорусская модификация БМ-21Б «БелГрад-2»

Распад СССР, наличие на вооружении большого числа боевых машин БМ-21 и применяемых реактивных снарядов в странах бывшего социалистического лагеря, а также требования по импортозамещению в этих странах послужили поводом для создания модификаций, основной концепцией которых служит замена базового шасси изделий на шасси отечественного производства.
- RM-70 — модификация БМ-21 на шасси «Tatra» производства ЧССР.
- БМ-21А («БелГрад») — белорусская модификация БМ-21 на базе грузового автомобиля МАЗ-6317-05. Первый образец представлен в 2001 году на учениях «Неман-2001»[19].
- Бастион-01, Бастион-02, БМ-21У «Верба» — украинские модификации БМ-21.
- БМ-21 «Казград» — казахстанская модификация БМ-21 на шасси КамАЗ с бронированной кабиной (демонстрационный образец представлен на выставке KADEX-2016).
- БМ-11 — модификация БМ-21 производства КНДР (30-ствольный блок 122-мм РСЗО на шасси трёхосного грузовика Isuzu TW).
- БМ-21МК «Бурон» — узбекистанская модификация БМ-21 на базе грузовика КамАЗ-43118[20][21].

### Зарубежные аналоги РСЗО «Град» и БМ-21
Полевая реактивная система залпового огня М-21 и её составляющие стали прототипами ряда иностранных систем, включая «APRA», «PRL111», «PRL113», «Type 81», «Type 83», «Type 84», «Type 89», «Type 90», «Type 90A», «Type 90B», «BM-11», «HADID», «Lynx» (Naiza, «Найза»), «Modular», WR-40 Langusta, T-122 «Sakarya».

## Общая характеристика

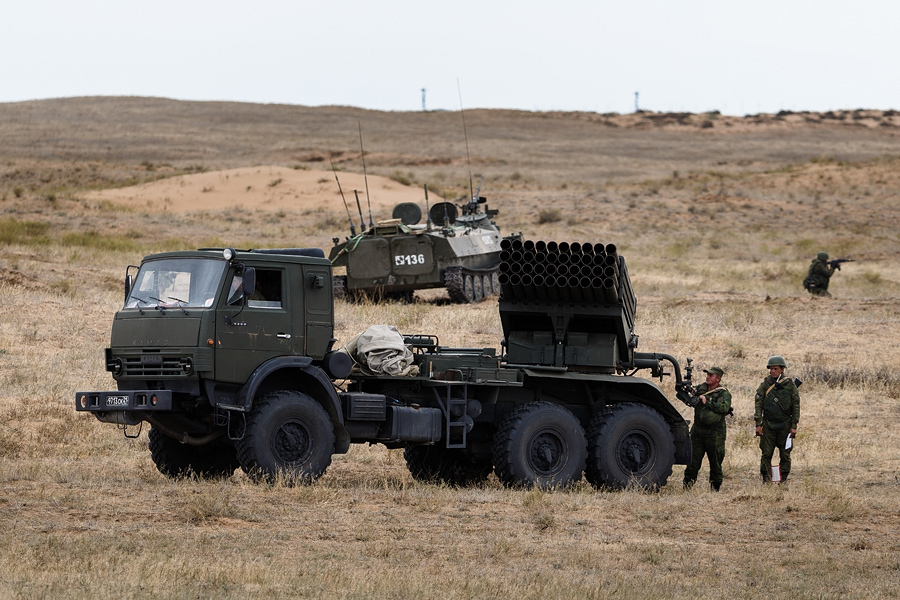
Боевая машина 2Б26 РСЗО «Град» на шасси КамАЗ-5350 17-й гв. омсбр на учениях «Центр-2015» на полигоне Ашулук в 2015 году

Принята на вооружение в 1963 году. Калибр снаряда — 122 мм. Количество снарядов для залпа: 40 штук. Максимальная и минимальная дальность поражения цели зависят от применяемого снаряда, наибольшая — 42 км. Артиллерийская часть монтируется на доработанных типах шасси грузовых автомобилей семейств «Урал-375» или «Урал-4320» в зависимости от модификации. Модификация «Град-1» монтируется на «ЗиЛ-131». Скорость передвижения боевых машин составляет 75—90 км/ч. В систему входит комплекс автоматизированного управления огнём «Виварий».
Белорусская модификация — боевая машина РСЗО «Град-1А» (БелГрад) монтируется на доработанном шасси грузового автомобиля МАЗ-6317. Максимальная скорость: 85 км/ч, запас хода: 1200 км, масса БМ: 16,45 т. Расчёт БМ: 6 человек. Везёт запасной боекомплект в несколько десятков ракет. Время перезаряжания: 7 минут.

## Реактивные снаряды

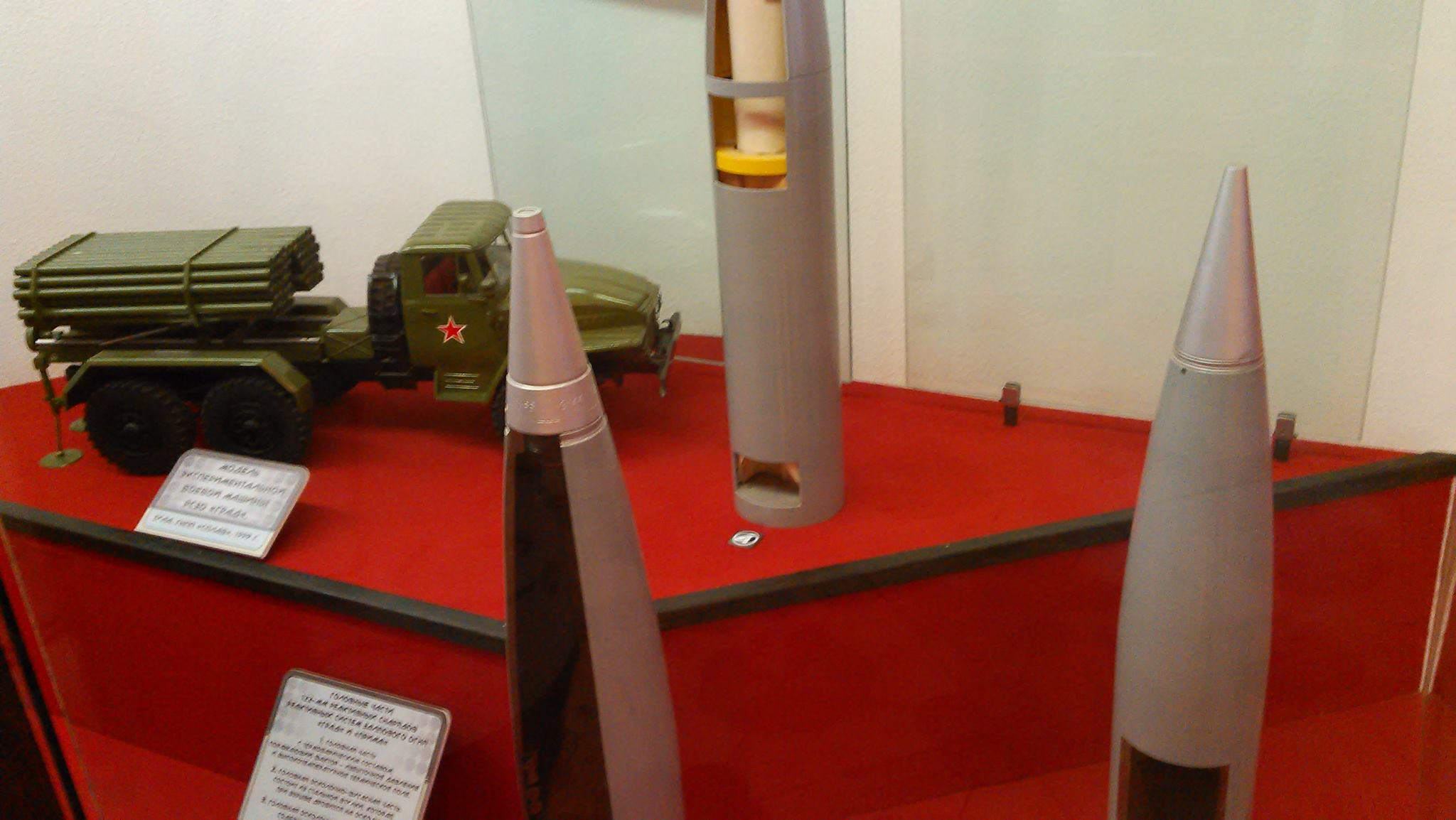
Головные части для реактивных снарядов систем «Град»

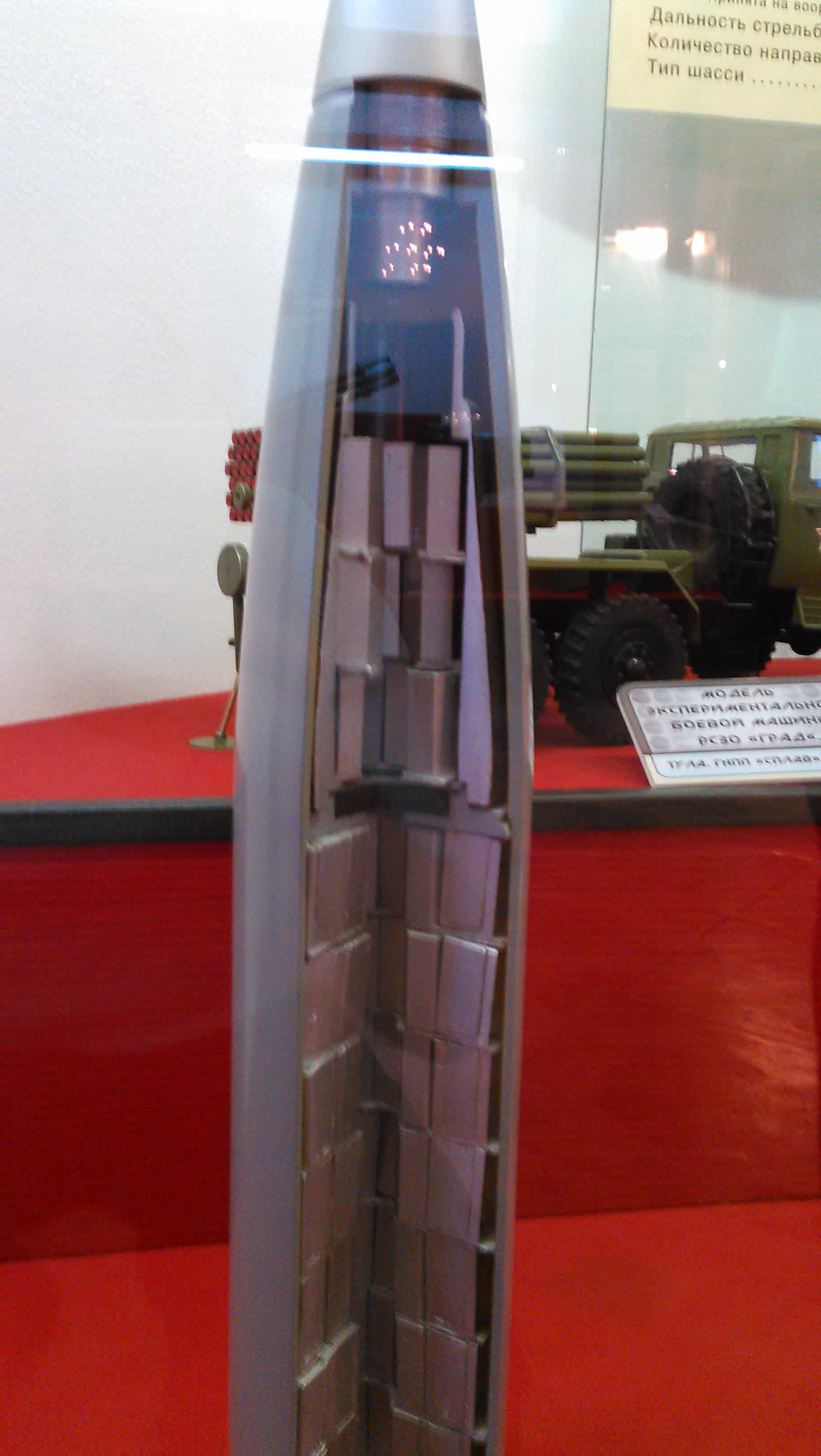
Разрезной макет зажигательной головной части 9Н510 для РСЗО «Град», видны зажигательные элементы

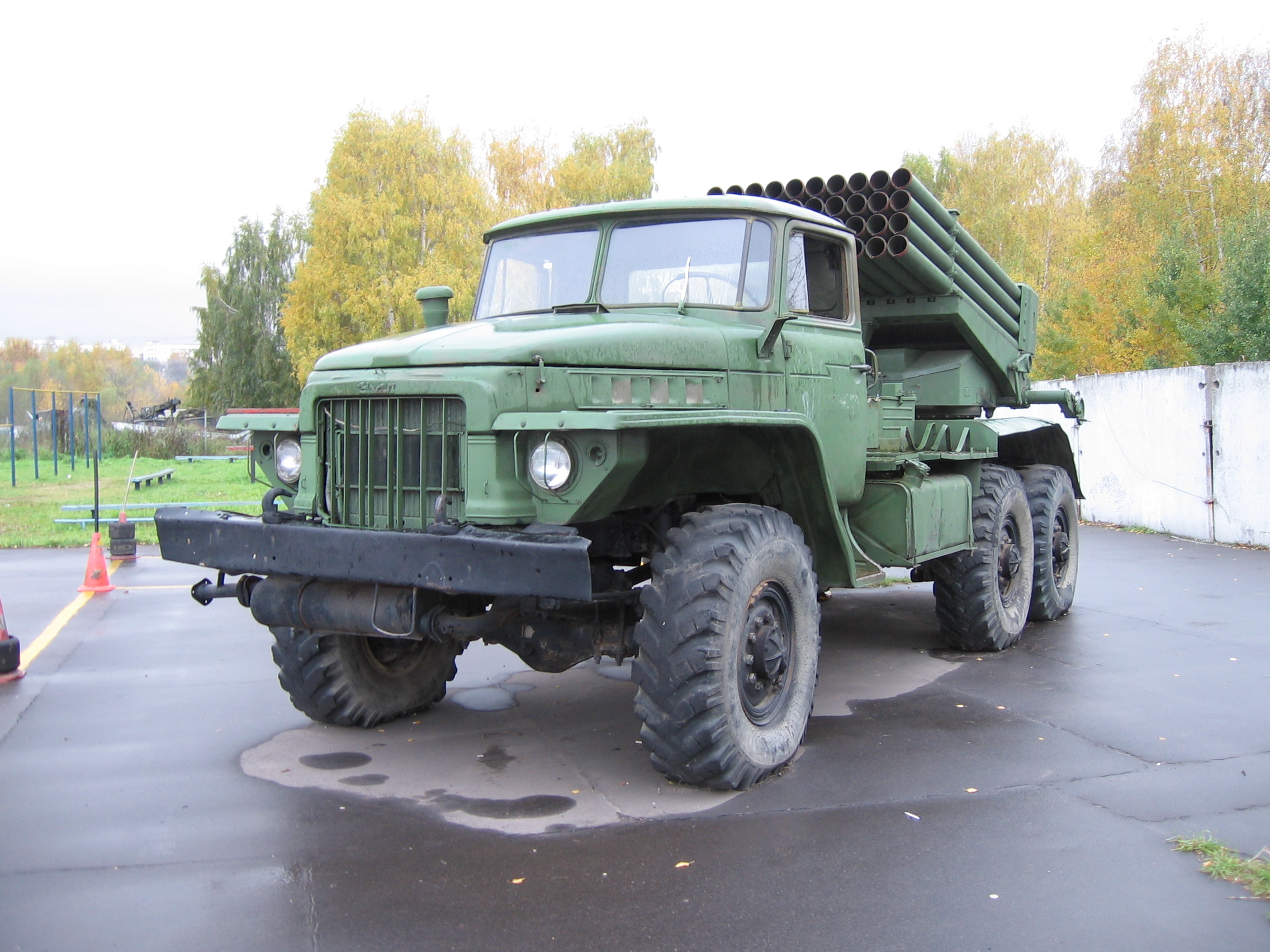
Боевая машина БМ-21 на базе грузового автомобиля Урал-375Д

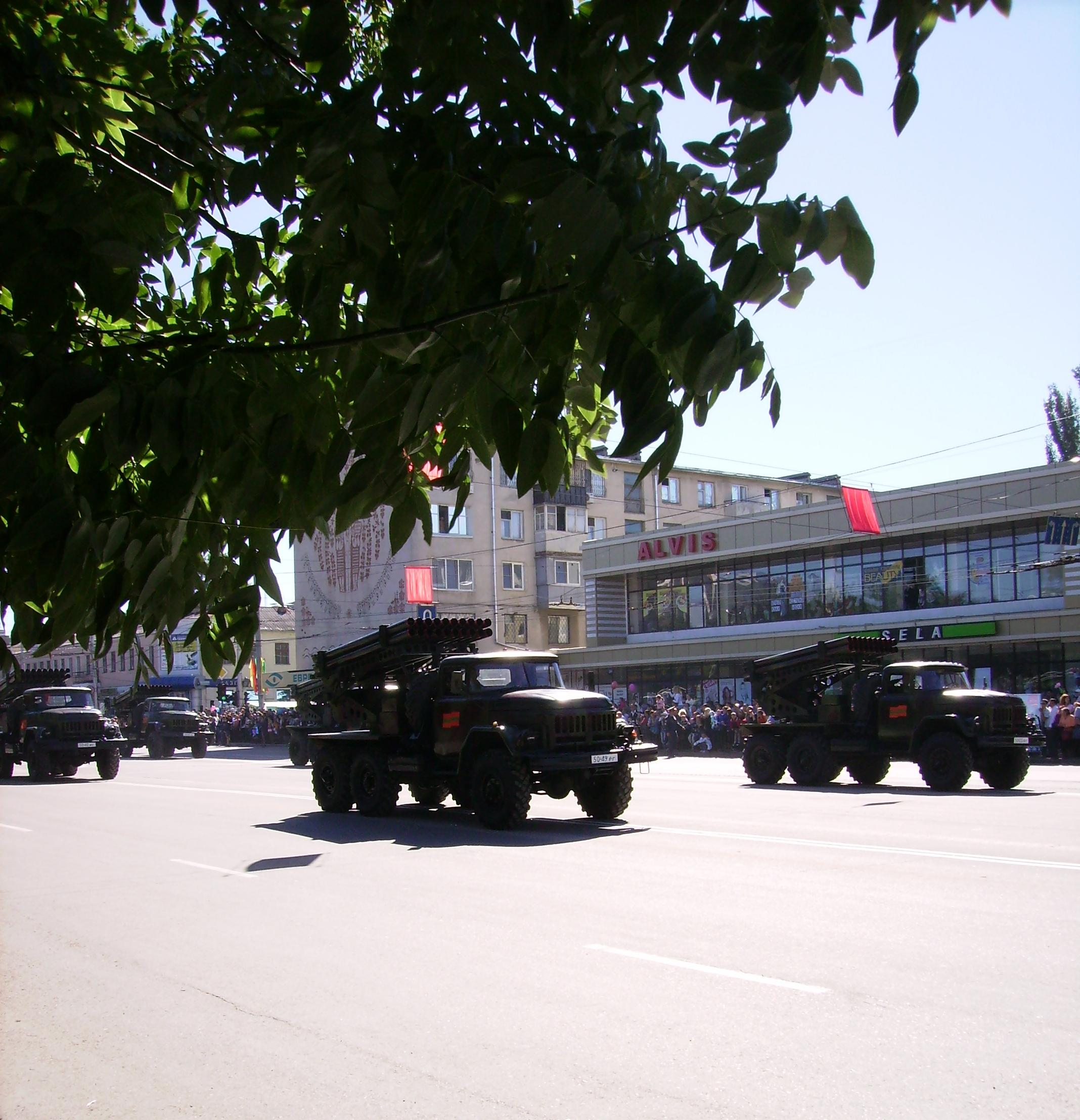
Реактивные системы залпового огня ВВ-21 «Град» на военном параде ВС ПМР 2 сентября 2010 года.

| Номенклатура боеприпасов        |           |                   |                   |              |                 |                |                        |
| Индекс снаряда                  | Индекс БЧ | Масса снаряда, кг | Длина снаряда, мм | Масса БЧ, кг | Масса ВВ/ОВ, кг | Тип взрывателя | Дальность стрельбы, км |
| Осколочно-фугасные              |           |                   |                   |              |                 |                |                        |
| 9М22                            | 9Н51      | 65,72..66         | 2870              | 18,4         | 6,4             | контактный     | 5..20,4                |
| 9М22У                           | 9Н51      | 66,6..66,78       | 2870              | 18,4         | 6,4             | контактный     | 5..20,4                |
| 9М22У-1                         | 9Н51      | 66,6              | 2870              | 18,4         | 6,4             | контактный     | 5..20,4                |
| 9М28Ф                           | 9Н55      | 56,5              | 2870              | 21           | 6,02            | контактный     | 4..15                  |
| 9М521                           |           | 66                | 2840              | 21           |                 | электронный    | 15..40                 |
| 9М522                           |           | 70                | 3037              | 25           | 4,5             | электронный    | 8..37,5                |
| M-21 OF                         |           | 66                | 2750              | 19,9         |                 | контактный     | до 20,217              |
| Type 81 (осколочно-фугасный)    |           | 60                |                   | 18,3         |                 | контактный     | до 20                  |
| Type 81 (увеличенной дальности) |           | 61                | 2757              |              |                 | неконтактный   | до 30                  |
| Type 90A (осколочно-фугасный)   |           | 61                | 2757              | 18,3         |                 | контактный     | 12,7..32,7             |
| Rocket Steel Ball Shell         |           | 66,8              | 2870              | 19,25        | 6               | контактный     | до 20                  |
| Arash                           |           | 65                | 2815              | 18,38        |                 | контактный     | до 21,5                |
| Noor                            |           | 45                | 2050              | 18,35        |                 | контактный     | до 18                  |
| Long Range Rocket               |           | 72                | 3200              | 18           |                 | контактный     | до 29                  |
| HE Yarmuk                       |           | 66                | 2875              | 20,4         | 6               | контактный     | до 20,58               |
| GRAD                            |           | 66,18             | 2753              |              |                 | контактный     | до 20,13               |
| SPALL                           |           | 66,18             | 2753              |              |                 | контактный     | до 20,13               |
| LR                              |           | 46,25             |                   | 12           | 6,4             | контактный     | до 12                  |
| EXP-122                         |           | 70,8              |                   | 20           |                 | контактный     | до 24,6                |
| JROF                            |           | 65,8              | 2881              |              | 6,4             | контактный     |                        |
| JROF-K                          |           | 46,3              | 1932              |              | 6,4             | контактный     | до 11                  |
| Extended Range Artillery Rocket |           | 65,9              | 2900              | 18,4         |                 | контактный     | 10..40                 |
| Кассетные                       |           |                   |                   |              |                 |                |                        |
| 3М16                            | 3М18      | 56,4              | 3019              | 21,6         | 5×0,14          | неконтактный   | 2,5..13,4              |
| 9М28К                           |           | 57,7              | 3019              | 22,8         | 3×1,85          | неконтактный   | 2,5..13,4              |
| 9М43                            |           | 56,5              | 2270              | 21           | 5×0,8           | неконтактный   | 5..20,1                |
| 9М217                           |           | 70                | 3037              | 25           |                 | электронный    | 8..30                  |
| 9М218                           |           | 70                | 3037              | 25           |                 | электронный    | 8..30                  |
| Type 81 (с КОБЭ)                |           | 60,5              | 2927              | 18,3         |                 | неконтактный   | до 20                  |
| Type 81 (с минами)              |           | 60                |                   |              |                 | неконтактный   | 7..15                  |
| Type 90A (кассетный)            |           | 60,5              | 2927              | 19           |                 | неконтактный   | до 32                  |
| Fadjr 6                         |           | 63                | 2830              | 32           |                 | неконтактный   | 3,5..6                 |
| PLATAN                          |           | 75,1              | 3285              |              |                 | неконтактный   | до 18                  |
| JRKK-G                          | AGAT      | 68                |                   |              |                 | неконтактный   | 6,5..33                |
| Trnovnik                        |           | 65,8              | 2780              | 14,85        |                 | неконтактный   | 6,5..33                |
| Управляемые                     |           |                   |                   |              |                 |                |                        |
| «Угроза-1М»                     |           | 66                | 2870              | 21           | 5,0             | контактный     | 1,6..42                |
| Зажигательные                   |           |                   |                   |              |                 |                |                        |
| 9М22С                           | 9Н510     | 66                | 2970              | 17,8         | 5,94            | контактный     | 1,5..19,89             |
| 9М28С                           | 9Н510     | 53                | 2318              | 17,8         | 5,94            | контактный     | 1,65..15,07            |
| Агитационные                    |           |                   |                   |              |                 |                |                        |
| 9М28Д                           | 9Н511     | 52,3              | 2280              | 17           | 0,142           | неконтактный   | 1,65..15,42            |
| Осветительные                   |           |                   |                   |              |                 |                |                        |
| 9М42                            |           | 27                | 1760              |              |                 | неконтактный   | 1..5                   |
| Постановщик помех КВ/УКВ        |           |                   |                   |              |                 |                |                        |
| 9М519(-1..7)                    |           | 66                | 3025              | 18,4         | —               | неконтактный   | 4,5..18,3              |
| Химические                      |           |                   |                   |              |                 |                |                        |
| 9М23                            | 9Н56      | 66,7              |                   | 19,3         | 2,9             | неконтактный   | до 19                  |
| 9М23М                           | 9Н57      | 67                |                   | 19,3         | 3,1             | неконтактный   | до 20                  |
|                                 | 9Н58      |                   |                   |              | 3,075           | неконтактный   |                        |
| Учебные                         |           |                   |                   |              |                 |                |                        |
| 9М28ФУЧ-ТР                      | —         | 56,5              | 2870              | —            | —               | —              | 4..15                  |
| 9Ф839                           |           | 74,5              | 3370              |              | —               | —              | до 11                  |
| 9Ф839-1                         |           | 74,5              | 3370              |              | —               | —              | до 11                  |
| 9Ф839-2                         |           | 77,8              | 3378              |              | —               | —              | до 11                  |

## Операторы

Карта операторов БМ-21 «Град» на 2022 год

### Современные операторы
- Азербайджан — 43 БМ-21, по состоянию на 2019 год[28]
- Алжир — 48 БМ-21, по состоянию на 2019 год[29]
- Ангола — 58 БМ-21, по состоянию на 2019 год[30]
- Армения — 47 БМ-21, по состоянию на 2019 год[31]
- Беларусь — 128 БМ-21, по состоянию на 2019 год[32]
- Болгария — 24 БМ-21 по состоянию на 2024 год[33]
- Бурунди — 12 БМ-21, по состоянию на 2019 год[34]
- Венесуэла — 24 единицы БМ-21, по состоянию на 2019 год[35]. Поставлены в 2011 году из России по контракту 2009 года[36].
- Вьетнам — 350 БМ-21, по состоянию на 2019 год[37]
- Грузия — 13 БМ-21, по состоянию на 2019 год[38]
- Демократическая Республика Конго — 24 БМ-21, по состоянию на 2019 год[39]
- Египет — 60 БМ-21, по состоянию на 2019 год[40]
- Замбия — 12 БМ-21 из 30 оцениваются как боеспособные, по состоянии на 2021 год[41]
- Индия — около 150 систем типа БМ-21/LRAR, по состоянию на 2019 год[42]
- Иран — 100 БМ-21, по состоянию на 2019 год[43]
- Ирак — некоторое количество БМ-21, по состоянию на 2019 год[44]
- Казахстан — 100 БМ-21, + 100 БМ-21 на хранении, по состоянию на 2019 год[45]
- Камбоджа — 8 БМ-21, по состоянию на 2019 год[46]
- Камерун — 20 БМ-21, по состоянию на 2019 год[47]
- Кипр — 4 БМ-21 по состоянию на 2024 год[48]
- Кыргызстан — 15 БМ-21, по состоянию на 2019 год[49]
- КНДР — некоторое количество, по состоянию на 2019 год[50]
- Республика Конго — 10 БМ-21, по состоянию на 2021 год[51]
- Кот-д’Ивуар — 6 БМ-21, по состоянию на 2019 год[52]
- Куба — некоторое количество БМ-21, по состоянию на 2019 год[53]
- Лаос — некоторое количество БМ-21, продемонстрированы на параде в январе 2019 года[54]
- Ливан — 11 БМ-21, по состоянию на 2019 год[55]
- Ливия — некоторое количество БМ-21, по состоянию на 2019 год[56]
- Мали — более 30 БМ-21, по состоянию на 2021 год[57]
- Марокко — 35 БМ-21, по состоянию на 2019 год[58]
- Мозамбик — 12 БМ-21, по состоянию на 2019 год[59]
- Монголия — 130 БМ-21, по состоянию на 2019 год[60]
- Мьянма — сообщается, что есть некоторое количество БМ-21, по состоянию на 2019 год[61]
- Намибия — 5 БМ-21, по состоянию на 2019 год[62]
- Нигерия — 10 БМ-21, по состоянию на 2019 год[63]
- Никарагуа — 18 БМ-21 + 100 БМ-21П, по состоянию на 2019 год[64]
- Перу — 22 БМ-21, по состоянию на 2019 год[65]
- Польша — 27 БМ-21, 29 RM-70, 75 WR-40 по состоянию на 2024 год[66]
- Россия:
  - Сухопутные войска — 400 БМ-21 «Град» и 160 «Торнадо-Г» на вооружении, 1500 БМ-21 и 200 9П138 на хранении по состоянию на 2024 год[67].
  - ВДВ РФ — 18 БМ-21 «Град» по состоянию на 2024 год[68].
  - Береговые войска ВМФ — 36 БМ-21/«Торнадо-Г», по состоянию на 2024 год[69].
- Румыния — 134 APR-40 и 36 LAROM по состоянию на 2024 год[70]
- Северная Македония — 6 БМ-21 по состоянию на 2024 год[71]
- Сенегал — 6 БМ-21, по состоянию на 2019 год[72]
- Сомали — некоторое количество БМ-21, по состоянию на 2019 год[73]
- Судан — 120 БМ-21, по состоянию на 2019 год[74]
- Таджикистан — 3 БМ-21, по состоянию на 2019 год[75]
- Танзания — 58 БМ-21, по состоянию на 2019 год[76]
- Туркменистан — 70 БМ-21, по состоянию на 2019 год[77]
- Уганда — более 6 БМ-21, по состоянию на 2019 год[78]
- Узбекистан — 36 БМ-21, по состоянию на 2019 год[79]
- Украина — 100 9К51М/БМ-21, 4 APR-40, 8 RM-70 по состоянию на 2024 год[80]
- Хорватия — 21 БМ-21 по состоянию на 2024 год[81]
- Чад — 6 БМ-21, по состоянию на 2019 год[82]
- Эквадор — 18 БМ-21, по состоянию на 2019 год[83]
- Эритрея — 35 БМ-21, по состоянию на 2019 год[84]
- Эфиопия — около 50 БМ-21, по состоянию на 2019 год[85]
- Южный Судан — некоторое количество БМ-21 по состоянию на 2019 год[86]

### Иные операторы
- Республика Абхазия — 14 БМ-21, по состоянию на 2019 год[87]
- НКР — некоторое количество БМ-21 по состоянию на 2019 год[88]
- Южная Осетия — 2 БМ-21, по состоянию на 2010 год
- Хезболла — некоторое количество БМ-21, по состоянию на 2016 год[89]

### На хранении
- Венгрия — более 62 БМ-21 на хранении, по состоянию на 2007 год[90]
- Израиль — 58 БМ-21 на хранении, по состоянию на 2019 год[91]
- Турция — 35 БМ-21, по состоянию на 2016 год[92]

### Бывшие операторы
- Баасистская Сирия — некоторое количество БМ-21, по состоянию на 2019 год[93]
- СССР — перешли к образовавшимся после распада государствам.
- Афганистан — некоторое количество, по состоянию на 2010 год[94]
- Босния и Герцеговина — 5 БМ-21, по состоянию на 2012 год[95]
- Гвинея — поставлено 18 единиц БМ-21[96]
- ГДР — 72 единицы БМ-21 поставлены из СССР в период с 1968 по 1971 годы[36]
- Иракский Курдистан — некоторое количество БМ-21, по состоянию на 2016 год[89]
- ИГ — некоторое количество БМ-21, по состоянию на 2016 год[97]
- Йемен — 280 БМ-21, из них около 150 боеспособных, по состоянию на 2012 год[98]
- Катар — 3 БМ-21, по состоянию на 2013 год[99]
- Кения — сообщается об 11 БМ-21, по состоянию на 2010 год[100]
- Молдова — поставлено 14 единиц БМ-21[96]
- Сахарская Арабская Демократическая Республика — 10 БМ-21, по состоянию на 2007 год[101][неавторитетный источник]
- Северный Йемен — 70 единиц БМ-21 поставлены из СССР в период с 1980 по 1981 годы[36]
- Сейшельские Острова — поставлено 2 единицы БМ-21[96]
- США — 75 единиц БМ-21 поставлено в период с 1992 по 2010 годы (63 из Румынии, ещё 12 из Украины)[102]
- Финляндия — поставлено 94 единицы БМ-21[96]
- непризнанная Чеченская Республика Ичкерия — некоторое количество БМ-21, по состоянию на 1993—1995 годы[103].
- Южный Йемен — 54 единицы БМ-21 поставлены из СССР в период с 1973 по 1975 годы[36]

## Боевое применение

### Советский Союз
1. Пограничный конфликт на острове Даманский — первое боевое применение БМ-21 «Град». Применялись советскими войсками[104].
2. Афганская война (1979—1989) — применялись советскими войсками[104].

### Конфликты на постсоветском пространстве
1. Карабахский конфликт — применялись обеими сторонами как в 1990-х так и конфликтах 2016 и 2020 годов. Наиболее известным эпизодом применения «Градов» стала битва за Омарский перевал, которая стала решающим сражением при взятии Кельбаджарского района. 18 февраля 1994 года армянские установки «Град» накрыли 130-ю бригаду, пытающуюся уйти через перевал на север. В результате было убито около 1500 солдат противника, 130-я бригада была полностью разгромлена, а большинство из тех немногих, кто выжил, потом попали в плен[105].
2. Первая чеченская война — применялись российскими войсками. 16 боевых машин БМ-21 и около 1000 НУРС были захвачены чеченскими боевиками и использовались против российских войск[104] (в частности, применены в битве за Долинское, убив 6 российских солдат, потеряв при этом 3 установки «Град»)[106][107][108]. Уже к концу первого периода операции российских войск дудаевские установки «Град» были уничтожены все до одной[109][нет в источнике].
3. Вторая чеченская война — применялись российскими войсками[104]. Снаряды от установки использовались чеченскими сепаратистами[110]
4. Война в Грузии (2008) — применялись обеими сторонами[111][112].
5. Война в Донбассе — используются обеими противоборствующими сторонами[113][114][89][115]. Зафиксировано использование пророссийскими сепаратистами зажигательных снарядов 9М22С при обстреле Иловайска и Луганска[116]
6. Вторая карабахская война[117]
7. Вторжение России на Украину в рамках российско-украинской войны[118].

### Ближний ВостокиАфрика
1. Применялись Египтом и Сирией в ходе войны Судного дня[119]. Израильтяне указывали что установки «Град» оказались одними из самых эффективных в войне. Зачастую они применялись для контрбатарейного огня. WSEG (Weapons Systems Evaluation Group) приводило два примера контрбатарейного использования «Градов». В первом случае залп «Града» уничтожил батарею израильских 175-мм САУ M107 (4 орудия). В другом случае залп «Градов» уничтожил 3 орудия и убил от 23 до 28 израильтян[120].
2. Активно использовались в Анголе, Сомали и других вооружённых конфликтах. Одной из самых заметных страниц участия БМ-21 в Африке стала битва при Кифангондо 10 ноября 1975 года. В ходе боя 4 установки «Град», управляемых кубинскими экипажами, дали два залпа по 2500 войск ФНЛА, Заира и ЮАР, форсирующих реку. В результате удара были уничтожены практически все бронемашины и джипы с безоткатными орудиями[121], было убито 345 боевиков ФНЛА, 50 солдат Заира и неизвестное число юаровцев, наступление было остановлено[122].
3. Гражданская война в Ливии[123].
4. РСЗО «Град» применялась Сирийской арабской армией во время гражданской войны в Сирии, в частности при освобождении Пальмиры[124].

## Изображения

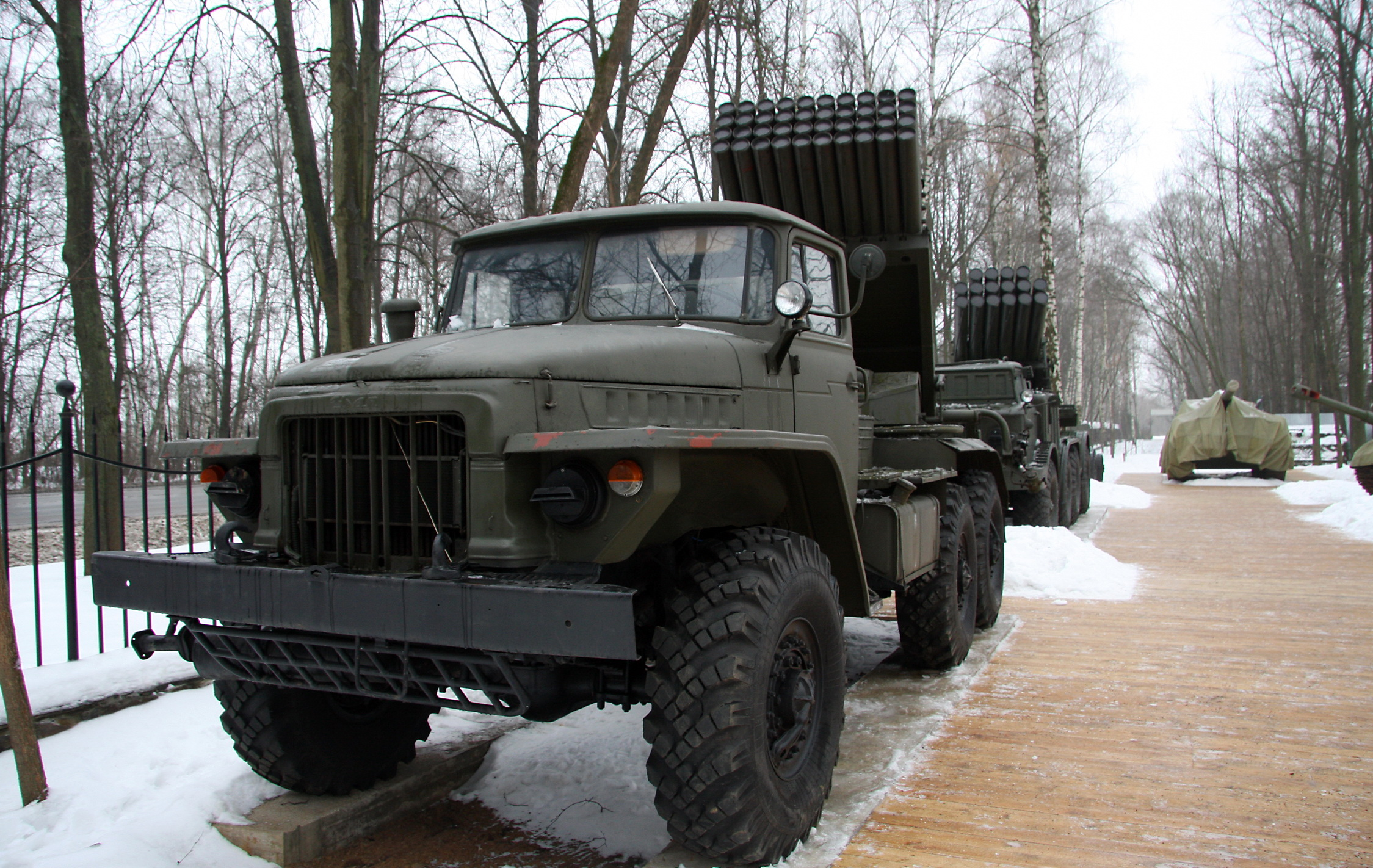
БМ-21 на базе Урал-375Д в Музее техники Вадима Задорожного
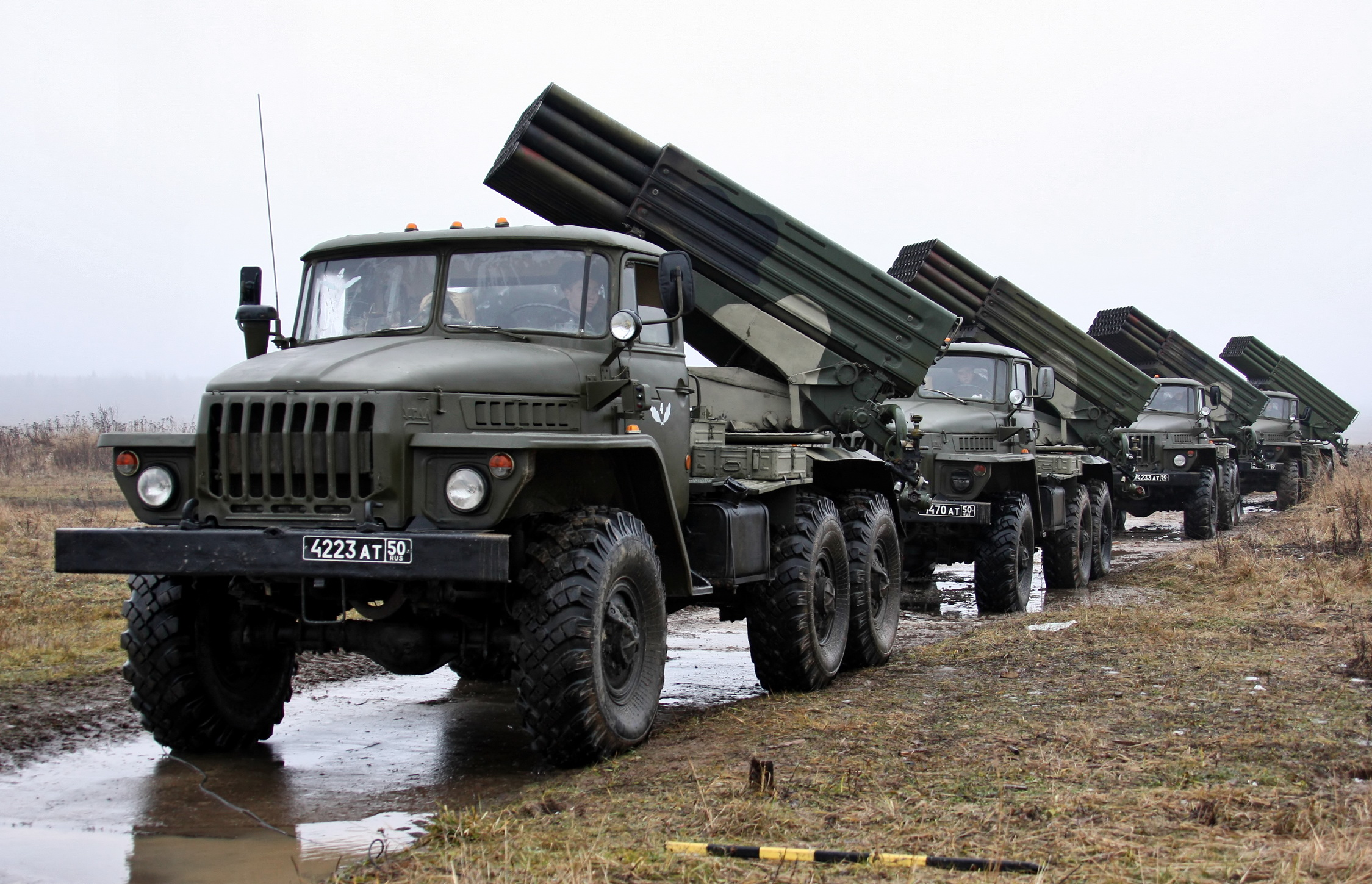
Изделие 2Б17 (БМ-21-1) на базе Урал-4320 в 4-й гв. отбр. 2011 год.

## Музейные экспонаты
- Музейный комплекс УГМК, Верхняя Пышма, Свердловская область.
- Музей «Мотовилихинских заводов», Пермь
- Парк Победы, Стерлитамак
- Выставочный комплекс «Салют, Победа!», Оренбург

### Сноски
1. 1 2 3 4  Предназначен для РСЗО 9К51М, в составе 9К51 может использоваться только при наличии ручного установщика электронных взрывателей.
2. ↑  Снаряд производства Болгарии.
3. 1 2 3 4  Снаряд производства Китая.
4. ↑  Китайская копия снаряда 9М22 для поставок в Иран.
5. ↑  Укороченная модификация снаряда Arash. Производится в Иране.
6. ↑  Удлинённая модификация снаряда Arash. Производится в Иране.
7. ↑  Снаряд производства Пакистана.
8. ↑  Снаряд производства Польши.
9. ↑  Снаряд производства Польши. Содержит 6500 готовых поражающих элементов
10. ↑  Снаряд производства Словакии. Головная кассетная часть содержит 56 боевых элементов по 280 граммов калибром 38 мм и бронепробиваемостью гомогенной стальной брони 110..130 мм по нормали.
11. ↑  Снаряд производства Словакии. Модернизированный вариант снаряда 9М22 с увеличенной дальностью.
12. 1 2  Снаряд производства Словакии.
13. ↑  Снаряд производства Турции.
14. ↑  Кассетная головная часть содержит 5 противопехотных мин ПОМ-2.
15. ↑  Кассетная головная часть содержит 3 противотанковых мины ПТМ-3.
16. ↑  Кассетная головная часть содержит 5 дымовых элементов с красным фосфором, создавая дымовую завесу размерами 1000х800 метров, длительностью до 5,3 мин.
17. ↑  Кассетная головная часть содержит 2 самоприцеливающихся кумулятивных боевых элемента с бронепробиваемостью до 60..70 мм под углом 30°.
18. ↑  Кассетная головная часть содержит 180 осколков и 45 кумулятивно-осколочных боевых элемента, пробивающих по нормали гомогенную броню толщиной 100..120 мм.
19. ↑  Снаряд производства Китая. Головная кассетная часть содержит 39 боевых элементов Type 90 калибром 40 мм.
20. ↑  Снаряд производства Китая. Головная кассетная часть может содержать как противопехотные так и противотанковые мины.
21. ↑  Снаряд производства Китая. Головная часть содержит либо 39 боевых элементов калибром 42,2 мм, либо неустановленное количество мин диаметром 114 мм
22. ↑  Снаряд производства Ирана. Кассетная головная часть содержит 8 противотанковых или противопехотных мин.
23. ↑  Снаряд производства Польши. Кассетная головная часть содержит 5 противотанковых мин.
24. ↑  Снаряд производства Словакии. Головная кассетная часть содержит 56 боевых элементов по 280 граммов калибром 38 мм и бронепробиваемостью гомогенной стальной брони 110..130 мм по нормали.
25. ↑  Снаряд производства Словакии. Головная кассетная часть содержит 63 боевых элемента по 131 грамму калибром 38 мм и бронепробиваемостью гомогенной стальной брони 100 мм по нормали.
26. ↑  Головная часть снаряда оснащена лазерной головкой с комбинированной системой самонаведения на конечном участке баллистической траектории.
27. ↑  Обеспечивает освещение местности радиусом до 500 метров в течение не менее 90 секунд.
28. ↑  Обеспечивает заградительные шумовые помехи в диапазоне частот от 1,5 до 120 МГц в течение не менее 60 минут.
29. ↑  Отравляющее вещество Р-33 (аналог VX).
30. ↑  Отравляющее вещество Р-35 (зарин).
31. ↑  Отравляющее вещество Р-55 (зоман).
32. ↑  Снаряд представляет собой имитатор воздушной цели, оснащённый ложной тепловой целью типа «Дрозд».
33. ↑  Снаряд представляет собой имитатор воздушной цели, оснащённый ложной тепловой целью типа «Диез».
34. ↑  Снаряд представляет собой имитатор воздушной цели, оснащённый радиолокационным отражателем.